# 美麗的天雨
《美麗的天雨》是一部於2012年7月1日至9月期間，每週日21時（日本時間）於日本富士電視台播放的日本電視劇。講述有一天突然被檢查出患上早年性阿茲海默病的父親，與一心支持著父親的年幼女兒之間親子的愛。

## 故事簡介
木下圭介（豐川悦司飾）喪妻，成為單親爸爸照顧女兒美雨（芦田愛菜飾）和她一起生活。他辭去了大型建築公司的工作，在下町的金屬加工工場「中村産業」當技師，並擔任少年棒球隊的教練。圭介性格開朗受周圍的朋友及同事愛戴，與女兒一起過著快樂的生活，但漸漸變得容易忘記事情，某天他被診斷患上早年性阿兹海默病，亦即腦退化症或老人痴呆症，開始改變二人的生活，但加深了二人的親情，一起跨越障礙。

## 登場人物

### 木下家
木下 圭介 (45) - 豐川悅司
八年前他離開大型建設公司，帶著剛出生的女兒來到小型金屬加工廠「中村產業」工作，生性怕昆蟲，每當周末時，就會自願成為小學棒球隊教練。每晚都會講床邊故事給女兒聽。
木下 美雨 (7 → 8) - 芦田愛菜
從小生活在單親家庭，相對於同年齡的小朋友而言顯得較為成熟，討厭吃紅蘿蔔，開朗活潑的可愛小女孩。跟父親約定好彼此之間要毫無隱瞞、誠實面對每件事。
木下 妙子 (已故) - 石橋桂
圭介的妻子、美雨的母親。8年前、誕下美雨後去世。

### 中村産業
西脇 アカネ (35) - 中谷美紀
「中村産業」社長夫婦的女兒，打算與丈夫離婚，沒有事先通知父母，突然回到家裡來。
中村 富美夫 (65) - 蟹江敬三
「中村産業」社長。
中村 千惠子 (61) - 森田光子
「中村産業」社長的的妻子，會主動幫助圭介。
勝田 秋生 (22)  - 三浦翔平
宗田 清 (56)  - 緒方義博

### 小料理屋
新井 春子 (40) - 国生小百合
小料理屋經營者，小太郎的單親媽媽
新井 小太郎 (7) - 高木星來
美雨學校中最好的朋友。

### 其他人物
古賀 豊 (37) - 安田顕
圭介的主診醫生。已婚，有一兒子。
立花 健太 (26) - 君嶋麻耶
圭介所住地區的警察。
小柴 佳子 - 畑野浩子
美雨、小太郎的小學校2年2組班主任。
西脇 拓哉 - 山中聰
アカネ的丈夫
上原 一夫 - 浜田晃 / 上原 愛子 - 岩本多代
美雨的外祖父母，住在靜岡縣沼津市。
松山 昇 - 金時むすこ
菜子的父親，經營蔬果店。
松山 菜子 (13) - 吉田琴
美雨芭蕾舞學校前輩。

## 收視率
| 各話                                                        | 放送日        | 副標題                               | 中文副標題                                | 導演         | 收視率 |
| ----------------------------------------------------------- | ------------- | ------------------------------------ | ----------------------------------------- | ------------ | ------ |
| 第1話                                                       | 2012年7月1日  | 最近、父ちゃんは忘れものが多い…      | 最近，爸爸經常忘記很多事情...             | 水田成英     | 12.9%  |
| 第2話                                                       | 2012年7月8日  | 記憶を失うとき一番大切な人を傷つける | 當你失去記憶，你會傷害到最重要的人        | 水田成英     | 09.5%  |
| 第3話                                                       | 2012年7月15日 | …父ちゃん、アルツハイマーってなに?   | ...爸爸，什麼是阿茲海默病？               | 小林義則     | 08.6%  |
| 第4話                                                       | 2012年7月22日 | 母が遺した贈り物…父娘の切ない約束    | 媽媽留下的禮物...爸爸和媽媽之間的痛苦協議 | 小林義則     | 13.0%  |
| 第5話                                                       | 2012年7月29日 | 忘れたくない…父と娘の夏の想い出      | 我的回憶不想忘記...爸爸和女兒夏天的回憶   | 水田成英     | 09.5%  |
| 第6話                                                       | 2012年8月5日  | 親子だからこそ…、言えない秘密        | 親子之間...沒有不能說的秘密               | 小林義則     | 10.9%  |
| 第7話                                                       | 2012年8月12日 | 二人で暮らせない辛い父の決断…        | 爸爸的痛苦的決定，我們兩個人不能一起生活  | 八十島美也子 | 08.0%  |
| 第8話                                                       | 2012年8月19日 | 親なのに、離れる。親だから、離れる   | 大人們，請離開                            | 水田成英     | 08.7%  |
| 第9話                                                       | 2012年8月26日 | 娘の未来のために…今、伝えるべき真実  | 為了女兒的未來，現在我會說實話            | 小林義則     | 09.3%  |
| 第10話                                                      | 2012年9月2日  | 父ちゃん、美雨の事忘れちゃうの?      | 爸爸、沒有忘記美雨的事情?                 | 水田成英     | 10.5%  |
| 第11話                                                      | 2012年9月9日  | 残された時間、娘のために今できること | 剩餘的時間、現在能為女兒所做的            | 小林義則     | 09.6%  |
| 最終話                                                      | 2012年9月16日 | 私が全部おぼえているよ               | 我記得所有                                | 水田成英     | 09.6%  |
| 平均視聴率10.1%（收視率來自Video Research對關東地區的調查） |               |                                      |                                           |              |        |

## 外部連結
- （日語）官方網頁

| 日本富士電視台系列 Dramatic Sunday             | 日本富士電視台系列 Dramatic Sunday                          | 日本富士電視台系列 Dramatic Sunday |
| ---------------------------------------------- | ----------------------------------------------------------- | ---------------------------------- |
|                                                | 美麗的天雨 （2012.07.01 - 2012.09.16）                      |                                    |
| 被稱作早海的日子SP （2012.06.10 - 2012.06.17） | TOKYO机场～東京機場管制保安部～ （2012.10.14 - 2012.12.23） |                                    |